# Foxford
Foxford (irl. Béal Easa, co oznacza ,,ujście wodospadu") – miasteczko w hrabstwie Mayo w Irlandii. Znajduje się 16km na południe od Ballina.

## Transport
W mieście znajduje się stacja kolejowa na linii z Manulla Junction do Ballina. Stacja została pierwszy raz otwarta 1 maja 1868 r. Po zamknięciu w 1963 została ponownie otwarta w 1968.
Przez miasto przebiega droga N26.